# Bahnstrecke Fulda Bronnzell–Gersfeld
| Streckennummer (DB): | 3824                    |                                    |                                    |
| Kursbuchstrecke (DB): | 616                     |                                    |                                    |
| Kursbuchstrecke: | 171c (1934) 192p (1946) |                                    |                                    |
| Streckenlänge: | 23,382 km               |                                    |                                    |
| Spurweite: | 1435 mm (Normalspur)    |                                    |                                    |
| Streckengeschwindigkeit: | 80 km/h                 |                                    |                                    |
| |                         |                                    |                                    |
| \| \| \| von Göttingen \| \| \| \| \| von Hannover (Schnellfahrstrecke) \| \| \| \| \| von Fulda \| \| \| \| 0,000 \| Fulda Bronnzell \| Fulda Bronnzell \| \| \| \| nach Würzburg (Schnellfahrstrecke) \| \| \| \| \| nach Frankfurt \| \| \| \| 0,700 \| Bronnzell Rhönbad \| Bronnzell Rhönbad \| \| \| 3,550 \| Eichenzell \| Eichenzell \| \| \| \| Bundesautobahn 66 \| \| \| \| \| Bundesautobahn 7 \| \| \| \| \| Anst Schad \| \| \| \| 6,396 \| Welkers \| Welkers \| \| \| 7,649 \| Rönshausen \| Rönshausen \| \| \| 9,346 \| Lütter \| 334 m \| \| \| 12,260 \| Ried \| Ried \| \| \| 13,898 \| Schmalnau (ehem. Bf) \| Schmalnau (ehem. Bf) \| \| \| \| Fulda \| \| \| \| 16,031 \| Hettenhausen (ehem. Bf) \| Hettenhausen (ehem. Bf) \| \| \| 18,570 \| Altenfeld (Rhön) \| 427 m \| \| \| 21,900 \| Anst Basaltwerk \| Anst Basaltwerk \| \| \| 23,382 \| Gersfeld (Rhön) (ehem. Bf) \| 504 m \| \| \| \| \| \| \| Quellen: [1][2][3] \| \| \| \| |                         |                                    |                                    |
| Strecke |                         | von Göttingen                      | von Göttingen                      |
| Abzweig geradeaus und von links |                         | von Hannover (Schnellfahrstrecke)  | von Hannover (Schnellfahrstrecke)  |
| Abzweig geradeaus und von links |                         | von Fulda                          | von Fulda                          |
| Dienststation / Betriebs- oder Güterbahnhof | 0,000                   | Fulda Bronnzell                    | Fulda Bronnzell                    |
| Abzweig geradeaus und nach rechts |                         | nach Würzburg (Schnellfahrstrecke) | nach Würzburg (Schnellfahrstrecke) |
| Abzweig geradeaus und nach rechts |                         | nach Frankfurt                     | nach Frankfurt                     |
| ehemaliger Haltepunkt / Haltestelle | 0,700                   | Bronnzell Rhönbad                  | Bronnzell Rhönbad                  |
| Haltepunkt / Haltestelle | 3,550                   | Eichenzell                         | Eichenzell                         |
| Strecke mit Straßenbrücke |                         | Bundesautobahn 66                  | Bundesautobahn 66                  |
| Strecke mit Straßenbrücke |                         | Bundesautobahn 7                   | Bundesautobahn 7                   |
| Abzweig geradeaus und ehemals von links |                         | Anst Schad                         | Anst Schad                         |
| Haltepunkt / Haltestelle | 6,396                   | Welkers                            | Welkers                            |
| Haltepunkt / Haltestelle | 7,649                   | Rönshausen                         | Rönshausen                         |
| Bahnhof | 9,346                   | Lütter                             | 334 m                              |
| Haltepunkt / Haltestelle | 12,260                  | Ried                               | Ried                               |
| Haltepunkt / Haltestelle | 13,898                  | Schmalnau (ehem. Bf)               | Schmalnau (ehem. Bf)               |
| Brücke über Wasserlauf |                         | Fulda                              | Fulda                              |
| Haltepunkt / Haltestelle | 16,031                  | Hettenhausen (ehem. Bf)            | Hettenhausen (ehem. Bf)            |
| Haltepunkt / Haltestelle | 18,570                  | Altenfeld (Rhön)                   | 427 m                              |
| Abzweig geradeaus und ehemals von rechts | 21,900                  | Anst Basaltwerk                    | Anst Basaltwerk                    |
| Haltepunkt / Haltestelle Streckenende | 23,382                  | Gersfeld (Rhön) (ehem. Bf)         | 504 m                              |
| |                         |                                    |                                    |
| Quellen: |                         |                                    |                                    |

Die Bahnstrecke Fulda Bronnzell–Gersfeld, auch Rhönbahn genannt, ist eine eingleisige, nicht elektrifizierte Nebenbahn in Hessen. Die Stichbahn zweigt im Fuldaer Stadtteil Bronnzell von der Kinzigtalbahn ab und führt von dort aus nach Gersfeld in der Rhön. Der Abzweigbahnhof hieß ursprünglich Bronnzell und wurde beim Bau der Schnellfahrstrecke Fulda–Würzburg als Bahnhofsteil Fulda Bronnzell in den Bahnhof Fulda integriert.

## Geschichte

### Eröffnung
Die Preußischen Staatseisenbahnen eröffneten die Strecke am 1. Oktober 1888. Der erste Fahrplan umfasste drei Zugpaare. Der geplante Lückenschluss über die Landesgrenze hinweg ins bayerische Bischofsheim an der Rhön mit Verbindung nach Bad Neustadt/Saale kam jedoch nie zustande, obwohl der Bahnhof in Gersfeld dafür eigens 20 Meter höher angelegt wurde. Bis 1965 wurde die Strecke mit Dampflokomotiven betrieben, danach mit Uerdinger Schienenbussen der Baureihe VT 98. Daneben wurde auch die Baureihe 211 mit vierachsigen Umbauwagen eingesetzt. Nach fast hundert Jahren sollte die Strecke 1989 eigentlich stillgelegt werden. Veraltete Technik und der Gleiszustand, aufgrund des alten Gleismaterials, zum Teil aus den 1920er Jahren, sowie die veralteten Fahrzeuge hatten die Fahrgastzahlen sinken lassen.

### Modernisierung
Im April 1993 wurde der Rhönbahnvertrag zwischen dem Landkreis Fulda und der Deutschen Bundesbahn unterzeichnet und die Stilllegung somit gestoppt. Zwei Dieseltriebwagen der Baureihe 628 wurden beschafft und ein werktäglicher Stundentakt eingeführt. Eine Modernisierung der Strecke, an der sich der Landkreis, das Land Hessen, die Europäische Union und die Anliegergemeinden Gersfeld, Ebersburg, Eichenzell und Fulda finanziell beteiligten, wurde im Frühjahr 2006 abgeschlossen. Erneuert wurden neben den Gleisen und einigen Streckensignalen auch mehrere Stationen der Strecke. Seit den Umbauarbeiten wird die Strecke im signalisierten Zugleitbetrieb befahren. Der Zugleiter sitzt im Bahnhof Fulda.

### Fahrzeugeinsatz

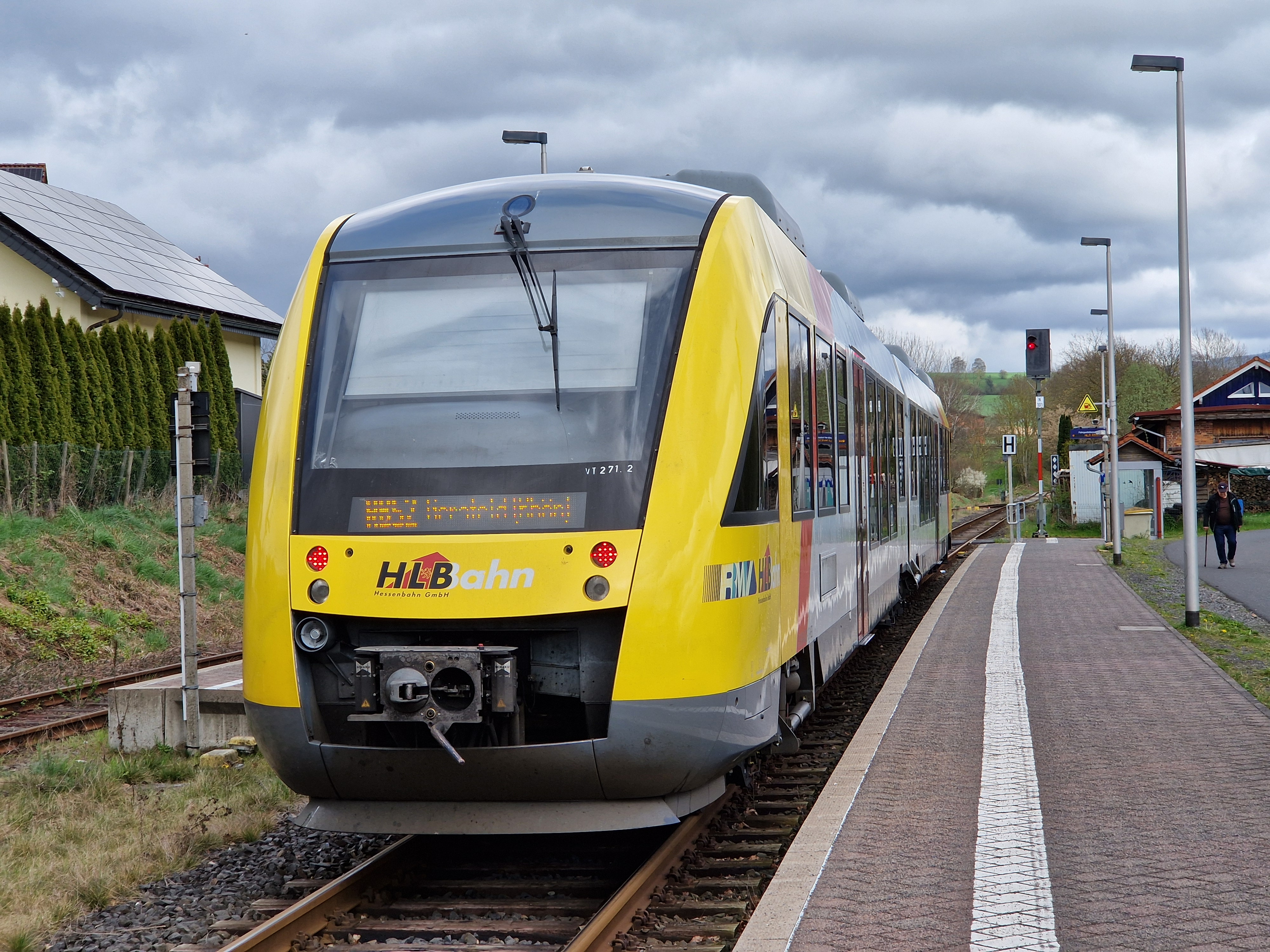
LINT 41 der Hessischen Landesbahn in Lütter, 2024

Derzeit (2022) werden Dieseltriebwagen des Typs LINT 41 eingesetzt. Eisenbahnverkehrsunternehmen ist die Hessische Landesbahn GmbH (HLB).

### Ausblick
Im dritten Gutachterentwurf des Deutschlandtakts sind geänderte Weichenverbindungen im Bahnhofsteil Fulda Bronnzell unterstellt. Damit soll der Zugverkehr der Rhönbahn von jenem der Relation Frankfurt–Fulda entflochten werden. Dafür sind, zum Preisstand von 2015, Investitionen von 22 Millionen Euro vorgesehen.

## Strecke

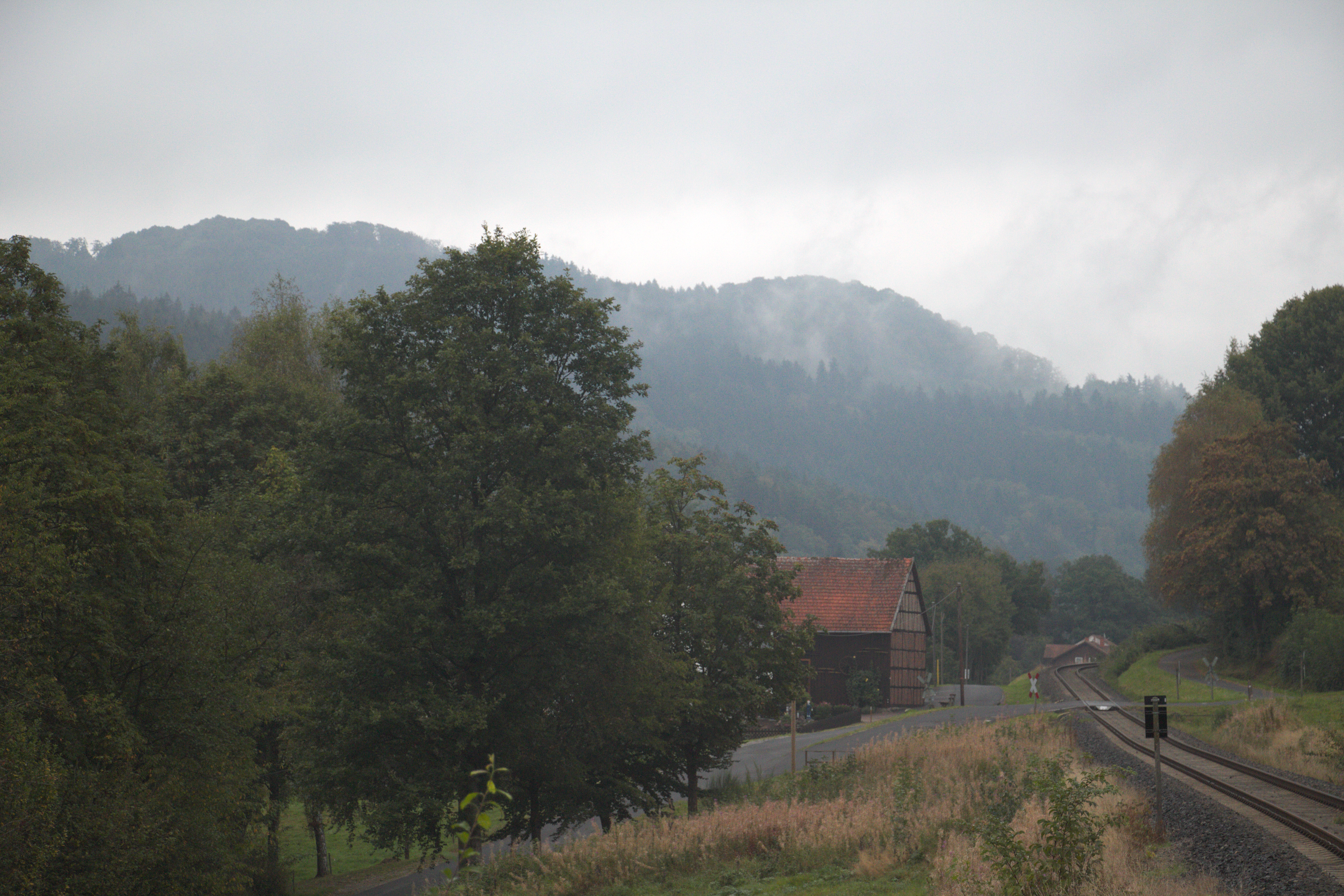
Bahnstrecke von Altenfeld (Bahnhof) Richtung Gersfeld, 2016

Die 23,4 Kilometer lange Strecke ist eingleisig, im Bahnhof Lütter besteht eine Kreuzungsmöglichkeit. Alle Züge verkehren von und nach Fulda, die Symmetrieminute liegt bei :08 und weicht damit fast um zehn Minuten von der üblichen ab, wodurch die Umsteigezeiten in Fulda in einer Richtung etwa 20 Minuten länger sind als in Gegenrichtung. Dies steht im Widerspruch zum Grundgedanken des integralen Taktfahrplans. Die Streckenführung folgt in weiten Teilen dem Fluss Fulda bis nach Gersfeld.
Bei der Deutschen Bahn AG trägt die Strecke im Kursbuch die Nummer 616, der RMV bezeichnet die Personenzüge als Linie 52. Im Kursbuch der Deutschen Reichsbahn trug sie im Jahr 1939 die Nummer 171e. Güterverkehr gibt es auf der Strecke keinen mehr.

### Betriebsstellen

#### Industriebahn Welkers

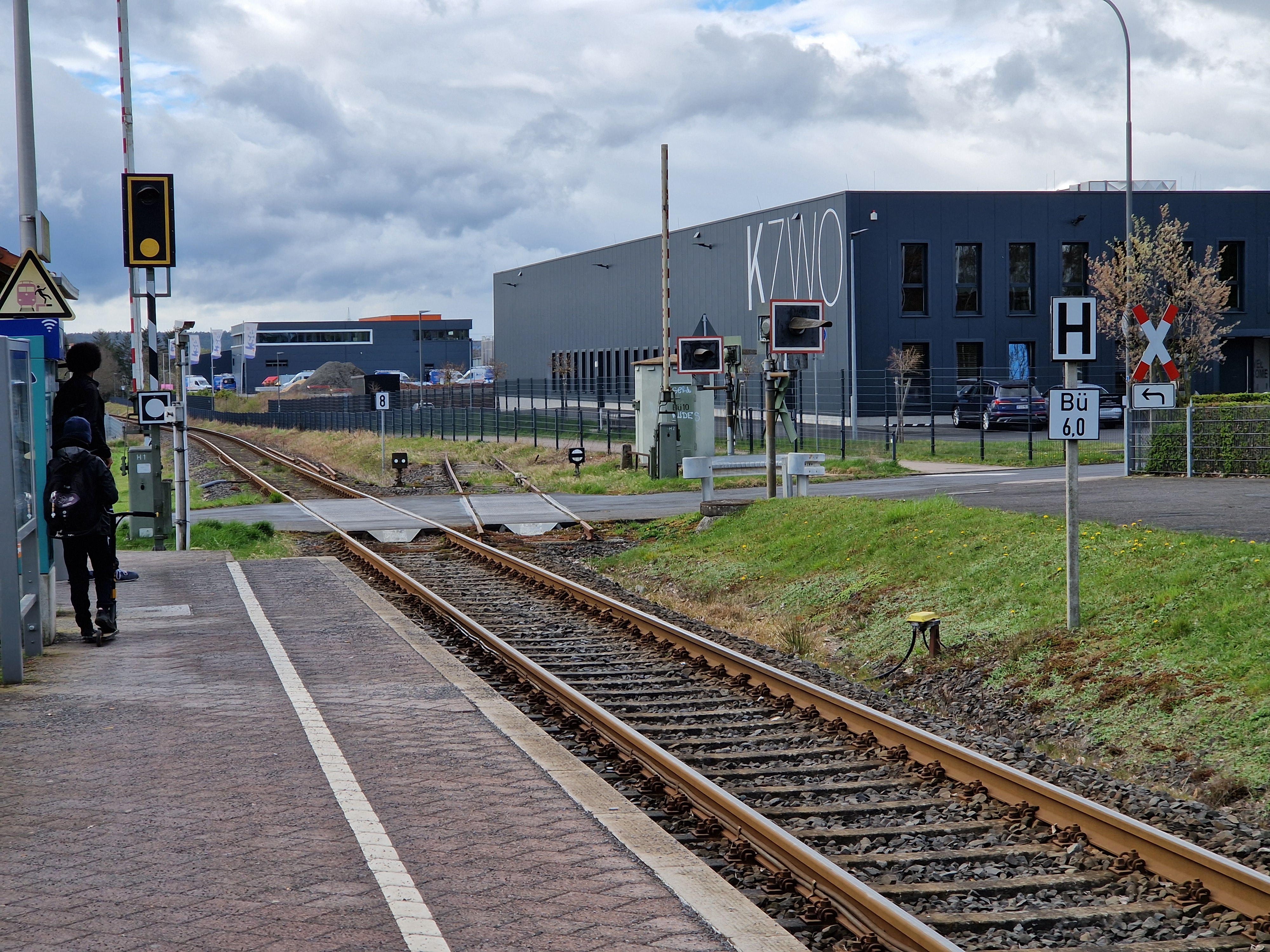
Überreste der Anschlussstelle Schad beim Haltepunkt Welkers, 2024

Im Industriegebiet Eichenzell befand sich der Gleisanschluss des Mülltonnenherstellers Schad, dieser zweigte direkt hinter dem Bahnhof Eichenzell-Welkers ab. Heute wird der Anschluss jedoch nicht mehr benutzt und die Weiche wurde abgebaut. Am heutigen Haltepunkt befindet sich ein P+R-Parkplatz.

#### Bahnhof Gersfeld (Rhön)
⊙
Der Bahnhof Gersfeld (Rhön) südwestlich der Stadt Gersfeld (Rhön) war ursprünglich mit vier Weichen und vier Gleisen ausgestattet. Es bestand ein Hausbahnsteig, ein Behelfsbahnsteig am Umfahrgleis, ein Abstellgleis und ein Ladegleis. Am stattlichen zweistöckigen Empfangsgebäude, einem Backsteinbau, welches mittlerweile unter Denkmalschutz steht, war seitlich der Güterschuppen angebaut. In einem weiteren Anbau befand sich die Bahnhofsgaststätte. Zum Bahnhof gehörte auch ein Anschluss zu einem Basaltwerk etwa 1,5 Kilometer streckenabwärts Richtung Bronnzell, der Anschluss sorgte einst für den größten Teil des Güteraufkommens des Bahnhofs. Der Anschluss wurde mindestens bis Ende der 1970er Jahre bedient. Der Bahnhof wurde zum Haltepunkt zurückgebaut und das Empfangsgebäude einer anderen Nutzung zugeführt.